# Železniční nehoda u Pokrova
Železniční nehoda u Pokrova se stala 6. října 2017 v 3:30 místního času na železničním přejezdu u stanice Pokrov.
Stanice se nachází asi 100 km východně od Moskvy v Petušinském rajónu ve Vladimirské oblasti. Autobus jel z Kazachstánu do Moskvy a cestovalo v něm 55 Uzbeků. Při nehodě zemřelo 16 lidí včetně jednoho dítěte. Několik vážně zraněných cestujících bylo převezeno do nemocnic.